# Stazione di Valle Aurelia
Stazione di Valle Aurelia vasútállomás Olaszországban, mely Róma Aurelio és Trionfale városrészeit szolgálja ki.

## Vasútvonalak
Az állomást az alábbi vasútvonalak érintik:
- Viterbo–Róma-vasútvonal

## Kapcsolódó állomások
A vasútállomáshoz az alábbi állomások vannak a legközelebb:
- Stazione di Roma San Pietro (Stazione di Roma Tiburtina, FL3)
- Stazione di Appiano (Stazione di Viterbo Porta Fiorentina, FL3)
- Stazione di Pineto
- Stazione di Vigna Clara